# Миногообразные
Миногообразные (лат. Petromyzontiformes) — отряд бесчелюстных из монотипического класса мино́г (Petromyzontida). Длина миног составляет от 10 до 100 см.
Существует около 40 видов — в умеренных водах Северного и Южного полушарий и в бассейне Северного Ледовитого океана. Проходные морские и жилые озёрные и речные формы; все миноги размножаются в пресной воде. Многие виды — наружные паразиты крупных рыб (в том числе лососей).
Являются объектом промысла, употребляются в пищу. Некоторые виды стали редкими.

## Образ жизни
Обитают в пресных и солёных водах, есть анадромные виды. Ведут в основном ночной образ жизни. Миноги — факультативные паразиты рыб, по большей части миноги — свободноживущие формы. Они присасываются к рыбе, прогрызают кожу и питаются кровью и мышцами.

### Размножение и развитие
Развитие с личиночной стадией — пескоройкой. Личинка миног — пескоройка — настолько отличается от взрослых миног, что её до XIX века выделяли в самостоятельный род. Личинки живут как на основном русле, так и у берегов на заиленных участках, но иногда и среди зарослей макрофитов, ведут скрытый образ жизни, зарываются в грунт.
Мелкая форма миноги становится половозрелой при длине 18—25 см, как исключение — при 12,5 см. Минога речная европейская (Lampetra fluviatilis) распространена в Западной Европе — от Италии до Англии и Северной Норвегии. Обитает в прибрежных водах и поднимается в реки для нереста. Миноги, вошедшие в реку в конце лета — начале осени, остаются в ней около года, ничем не питаясь. За это время у них происходят заметные как внешние, так и внутренние изменения: созревают икра и молоки, кишечник дегенерирует и превращается в тонкий тяж, зубы становятся тупыми, прекращают функционировать расположенные в ротовой воронке слюнные железы, спинные плавники увеличиваются и просвет между ними сокращается, у самки вырастает спинной плавник, а у самцов — половой сосочек. У миноги уменьшается не только вес, но и длина. Нерестится речная минога в конце весны — начале лета, чаще при температуре воды 10—14 °C, на каменистых перекатах. Самец строит гнездо, самка откладывает икру. Нерест чаще групповой, с одной самкой нерестует до 6 самцов, обычно в одно гнездо откладывают икру более 2 особей. Невская минога имеет плодовитость от 4000 до 40000, жилая ладожская — 10000—16000, а мелкая форма — 650—10000 икринок. Икра овальной формы, размером около 1 мм, её объём увеличивается перед нерестом и после оплодотворения. Вскоре после нереста производители погибают.
Период инкубации икры длится 13—15 дней при температуре 13—14 °C и 11—13 дней при 15,5—17,5 °C. Личинки-пескоройки выклевываются на 11—14-й день после оплодотворения. Они очень похожи на маленьких (3,2 мм) светло-желтых червячков. Пескоройки скатываются в углубление между камнями и галькой, откуда их не может вымыть течение реки, и лежат неподвижно 3—4 дня, питаясь остатками желтка, запасы которого сосредоточены у них в печени. По достижении 6 мм пескоройка зарывается в грунт. 15—20-дневные личинки миноги покидают места выклева и сносятся течением вниз по реке, задерживаясь на заиленных, со слабым течением, участках реки. Здесь они закапываются в ил и начинают активно питаться. К этому времени личинки приобретают окраску, маскирующую их под цвет ила. Питаются пескоройки детритом и микроскопическими организмами, втягиваемыми через ротовое отверстие с током воды. По способу питания они — внутренние фильтраторы водяного тока.
Личиночная стадия у миноги продолжается 4—5 лет, а у мелких форм миноги стадия пескоройки длится всего 2—3 года. Процесс метаморфоза европейской речной миноги в бассейне Финского и Рижского заливов начинается летом и заканчивается весной. После метаморфоза минога выносится течением в море, где паразитирует на рыбах, нападая на салаку, корюшку, треску, лососей и других рыб.

## Строение
Покровы: голая, слизистая кожа.
Миохордальный комплекс: см. илл.
1 — черепная коробка
2 — обонятельная капсула
3 — слуховая капсула
4 — подглазничный хрящ
5 — кольцевой хрящ
6 — передневерхний хрящ
7 — задневерхний хрящ
8 — переднебоковой хрящ
9 — заднебоковой хрящ
10 — палочковидный хрящ
11 — средненижний хрящ
12 — подъязычный хрящ
13 — комиссуры
14 — жаберные дуги
15 — околосердечный хрящ
16 — хорда
17 — невральные дуги

### Пищеварительная система
В предротовой воронке имеются роговые зубы. Мощный язык имеет крупный зуб, называемый тёркой. На дне воронки находится рот, который ведёт в глотку. Желудок не развит. Пищевод переходит в кишку, от которой он отделен клапаном. Кишка не делится на отделы, но внутри имеет спиральный клапан — складку, увеличивающую поверхность всасывания. Круглоротые выделяют пищеварительные соки в тело жертвы (внекишечное пищеварение), а затем всасывают уже частично переваренную пищу. Имеется печень и зачаточная поджелудочная железа. Миноги присасываются к рыбам и питаются кровью, тканевыми жидкостями и мышцами.

### Дыхательная система
Дыхательная система представлена внутренними жабрами (branchiae). Жаберные проходы имеют форму не щелей, а сферических мешков, соединённых узкими отверстиями с глоткой с одной стороны и с внешней средой — с другой. У личинок миног жаберный аппарат представлен полужабрами на передней и задней поверхностях каждого мешка. У взрослых круглоротых жаберные лепестки опоясывают каждый мешок по всему периметру. Жаберный скелет образует латеральнее мешков цельную решетку. Мускулатура может сжимать мешки, и они действуют по принципу насоса. Вода выталкивается наружу через наружные отверстия мешков и через них же может всасываться, что позволяет животному продолжать дышать даже тогда, когда в процессе питания блокируется передний вход для воды в глотку. У личинок миног ротовая полость ведёт в глотку, которая в свою очередь соединяется сзади с пищеводом. Однако в процессе метаморфоза у миног глотка разделяется на две отдельные трубки. Верхний проход ведёт назад и считается пищеводом. Ниже находится широкая трубка, с которой связаны жаберные мешки. Она оканчивается на заднем конце слепо. Это дыхательная трубка (tuba respiratoria). Вход в трубку прикрывает клапан — парус (velum). Он изолирует трубку от пищевода, когда животное питается. У миног жабры способны извлекать лишнюю соль из крови и выделять её в воду, протекающую через жаберные мешки.

### Кровеносная система
Кровеносная система устроена сходно с ланцетником, однако у миног имеется двухкамерное сердце в околосердечной сумке. Сердце располагается в начале брюшной аорты. К предсердию примыкает венозный синус, в который впадают вены. От брюшной аорты идут приносящие жаберные артерии. Выносящие жаберные артерии впадают в корень аорты, от которого берут начало сонные артерии, несущие артериальную кровь к мозгу. Назад корень аорты продолжается в спинную аорту, расположенную под хордой. От головы венозная кровь собирается в парные передние кардинальные вены (= яремные вены), которые впадают в венозный синус. От туловища кровь собирается в задние кардинальные вены, подающие кровь также в венозный синус. От кишечника кровь собирается в подкишечную вену, которая в печени образует воротную систему. Из печени кровь по печеночной вене (v.hepatica) поступает в венозный синус. Воротной системы почек нет. В венозной системе имеются три дополнительных сердца (в голове, печени и хвосте).

### Выделительная система
Выделительная система представлена мезонефрическими почками, спереди сохраняются рудименты пронефроса. Мочеточники — вольфовы каналы, впадающие в мочеполовой синус.

### Половая система
Половая система представлена непарными половыми железами. Половых протоков нет. Гонады разрываются и половые продукты попадают в мочеполовой синус.

### Центральная нервная система
Вместо мозгового пузыря образуется головной мозг, окружённый плёнкой из соединительной ткани. Он защищен от механических воздействий со стороны глотки черепом, который подобно ложке вмещает в себе головной мозг.
Центральная нервная система миног отчётливо разделяется на головной и спинной мозг.
На продольном разрезе через тело миноги головной мозг хорошо виден, хотя он весьма мал. Головной мозг имеет отделы, характерные для всех позвоночных животных: передний мозг, промежуточный мозг, средний мозг, мозжечок, и продолговатый мозг. Примитивной чертой строения головного мозга миноги является то, что все отделы лежат в одной плоскости и не налегают друг на друга.
Передний мозг относительно других отделов очень невелик. Хорошо заметны обонятельные доли — выпячивания его передней части. Полость внутри него двураздельная, что свидетельствует о формировании боковых желудочков. Крыша переднего мозга эпителиальная.
Промежуточный мозг хорошо выражен. Сверху его (под полупрозрачным участком кожи) находятся два пузырьковидных светочувствительных органа (непарные глаза) — пинеальный (эпифиз) и хуже развитый парапинеальный, расположенный ниже и левее. На нижней стороне промежуточного мозга находится гипофиз.
Средний мозг развит слабо. Небольшие зрительные доли развиваются в его боковых стенках, между ними из-за недоразвития крыши имеется отверстие.
Мозжечок очень мал и имеет вид валика, который ограничивает спереди и сверху полость продолговатого мозга — ромбовидную ямку. Недоразвитие мозжечка связано с простотой движения круглоротых.
Продолговатый мозг имеет относительно крупные размеры и постепенно переходит в спинной мозг. Полость его спереди сообщается с полостью среднего мозга, а сзади постепенно переходит в спинно-мозговой канал.

### Органы чувств
Органы чувств устроены очень просто. Орган слуха миноги представлен внутренним ухом — перепончатым лабиринтом с двумя полукружными каналами. Глаза развиты слабо. Роговица недоразвита. Орган обоняния непарный. В коже с обеих сторон тела проходит боковая линия. Она представлена неглубокими ямками, на дне которых расположены окончания блуждающего нерва (X пара головных нервов).

## Классификация

### Традиционная классификация
Традиционно всех миног объединяют в отряд миногообразных с одним семейством миноговых, тремя подсемействами и 10 родами:
- Подсемейство Geotriinae — Геотриевые
  - Geotria
- Подсемейство Mordaciinae — Мордациевые
  - Mordacia
- Подсемейство Petromyzontinae — Миноговые
  - Caspiomyzon
  - Entosphenus
  - Eudontomyzon
  - Ichthyomyzon
  - Lampetra
  - Lethenteron
  - Petromyzon
  - Tetrapleurodon

### Современная классификация
Отряд миногообразных разделён на три современных семейства с теми же 10 родами:
- Семейство Geotriidae Gill, 1893[9] — Геотриевые
  - Geotria Gray, 1851 — Австралийские миноги (1 вид)
- Семейство Mordaciidae Gill, 1893[10] — Мордациевые
  - Mordacia Gray, 1851 — Южные миноги, или мордации (3 вида)
- Семейство Petromyzontidae Bonaparte, 1831[11] — Миноговые
  - Подсемейство Petromyzontinae
    - Ichthyomyzon Girard, 1858 — Американские пресноводные миноги (6 видов)
    - Petromyzon Linnaeus, 1758 — Морская минога (1 вид)

  - Подсемейство Lampetrinae
    - Caspiomyzon Berg, 1906 — Каспийская минога, или волжская минога (1 вид)
    - Entosphenus Gill, 1862 — Трёхзубые миноги (6 видов)
    - Eudontomyzon Regan, 1911 — Зубатые миноги (5 видов)
    - Lampetra Bonnaterre, 1788 — Обыкновенные миноги (12 видов)
    - Lethenteron Creaser & Hubbs, 1922 — Тихоокеанские миноги, или американские речные миноги (8 видов)
    - Tetrapleurodon Creaser & Hubbs, 1922 — Четырёхзубые миноги (2 вида)

### Ископаемые виды
Род Mayomyzon, содержащий один вид, найденный в Иллинойсе (США), выделен 2002 году в монотипическое семейство майомизонтовых (Mayomyzontidae).
В 2016 году туллимонстр, имевший клешнеобразные челюсти на конце длинного хоботка, был отнесён к отряду миногообразных вне какого-либо семейства.

### Виды фауны России
В фауне России встречается 10 видов миног:
- Каспийская минога (Caspiomyzon wagneri)
- Морская минога (Petromyzon marinus)
- Украинская минога (Eudontomyzon mariae)
- Закавказская минога (Lethenteron ninae)[14]
- Дальневосточная ручьевая минога (Lampetra reissneri, syn. Lethenteron reissneri)
- Трёхзубая минога (Eudontomyzon tridentatus)[15]
- Речная минога (Lampetra fluviatilis)[15]
- Европейская ручьевая минога (Lampetra planeri)[16]
- Японская, или тихоокеанская, минога (Lethenteron japonicum, syn. Lethenteron camtschaticum)[17]
- Сибирская минога (Lethenteron kessleri)[18]

В 2009 году описан десятый вид миног Lethenteron ninae из рек Западного Закавказья (Краснодарский край) и Абхазии.